# Kvasiisomorfi
Inom homologisk algebra är en kvasiisomorfi en morfism A → B av kedjekomplex (respektive kokedjekomplex) sådant att morfismerna  
{\displaystyle H_{n}(A_{\bullet })\to H_{n}(B_{\bullet })\ ({\text{respektive, }}H^{n}(A^{\bullet })\to H^{n}(B^{\bullet }))\ }
av homologigrupper (respektive kohomologigrupper) är isomorfier för alla n.